# 冰原歷險記：鼠奎特歷險記
《冰原歷險記：鼠奎特歷險記》（英語：Ice Age: Scrat Tales）是一部2022年美國電腦動畫劇集，是《冰原歷險記系列》的外傳劇集，由克里斯·韋奇和凱瑞·華格倫擔任主要配音員。該劇於2022年4月13日在Disney+首播，共6集。

## 配音員
- 克里斯·韋奇 聲演 鼠奎特（Scrat）
- 凱瑞·華格倫（英语：Kari Wahlgren） 聲演 鼠奎特寶寶（Baby Scrat）

## 集數
| 集數 | 標題                               | 導演                    | 編劇 | 上線日期      |
| ---- | ---------------------------------- | ----------------------- | ---- | ------------- |
| 1    | Nuts About You                     | 麥可·貝拉迪尼、唐尼·朗  | 待定 | 2022年4月13日 |
| 2    | LoFi Scrat Beats to Sleep/Chill to | 唐尼·朗、馬特·穆恩      | 待定 | 2022年4月13日 |
| 3    | X’s and Uh-O’s                     | 唐尼·朗、德魯·溫尼      | 待定 | 2022年4月13日 |
| 4    | Nutty Reflections                  | 唐尼·朗、艾瑞克·普拉    | 待定 | 2022年4月13日 |
| 5    | Teeter Toddler                     | 傑夫·加博、唐尼·朗      | 待定 | 2022年4月13日 |
| 6    | Nut The End                        | 麗莎·艾倫·基恩、唐尼·朗 | 待定 | 2022年4月13日 |

## 製作
2022年2月22日（藍天工作室成立35週年），華特迪士尼影業正式公佈劇集的消息，並預定於2022年4月13日在Disney+首播。3月29日，釋出正式預告片。

## 發行
該劇於2022年4月13日在Disney+首播，共6集。

## 外部連結
- 官方网站
- 互联网电影数据库（IMDb）上《冰原歷險記：鼠奎特歷險記》的资料（英文）